# Leucaena trichandra
Leucaena trichandra es una especie de leguminosa de la familia Fabaceae, comúnmente conocida como guaje, guaje chiquito, guaje flojo o guaje rojo. Es un árbol nativo de América Central (Belice, Guatemala, El Salvador, Honduras, Nicaragua) y México.